# 三角洲
三角洲，地理术语，即河口沖積平原（不等於沖積扇），是一种常见的地表形貌。江河奔流中所裹挟的泥沙等杂质，在入海口处遇到含盐量较淡水高得多的海水，凝絮淤积，逐渐成为河口岸边新的湿地，继而形成三角洲平原。三角洲的顶部指向河流上游，外缘面向大海，可以看作是三角形的“底边”。
「三角洲」⼀詞翻译自英文delta。英文delta即希腊文Δ（德爾塔）的转写。希腊文含义源自三角洲的形狀像“Δ”（三角形），有人认为这就是字母“Δ”的象形起源。

## 地貌形体

### 三角洲形体类型
三角洲的形态可以分为：
- 尖头形三角洲（如长江三角洲），波浪显著地控制着三角洲前缘的形态，其前缘沉积物大多经波浪改造、移动和重新分配，形成大体平行于海岸线分布的沙坝或沙滩，其中河口附近沙体堆积较多。
- 扇形三角洲（如尼罗河三角洲），以河流为主的单一三角洲体，河流呈放射状分汊，汊道众多，各汊道多次改道、摆动，使整个三角洲岸线向海推进，其河流沙坝又经过波浪改造，彼此连接，造成形体成蛇形或扇形的三角洲，称扇形三角洲。
- 鸟足型三角洲（如密西西比河三角洲），河流作用占优势的河流型三角洲，平面形态常呈鸟足状。
- 指形三角洲（如巴布亚湾巴布亚河口三角洲），发育以潮流作用为主一般在近岸部分有涨潮形成的泥滩；向海部分在落潮的作用下，在分流的河口内及出海口地段上，形成一系列与潮流方向平行的带状或指形沙垅（坝）。
- 內陸三角洲（如内尼日尔三角洲）

### 形成

#### 基本条件
- 丰富的泥沙来源
- 海洋的侵蚀运移能力较小
- 口外海滨区地势平缓，水深较浅

#### 发育过程
-下游的沉積地貌
-細小的沉積物，因河流流速減慢，而在河口沉積
-冬季時，沉積物在河口沉積和阻塞
-夏季時，高流量的河水會貫穿沉積物令分流出現
-當河水流到海洋時，會出現沉積
-持續阻礙和貫穿會形成一片泥地，形成出三角洲

### 河口及其分段
- 近口段
- 河口段
- 口外海滨段

### 与人类的关系
三角洲因为地势平坦，土地肥沃，依河临海，生物资源非常丰富，为农业、渔业、养殖业的开发提供了相当有利的条件，故气候适宜地区的三角洲通常是当地人口稠密、经济发达的地区。此外，三角洲的地质演变往往利于形成现代社会迫切需要的石油和天然气。
另外一方面，由于人类过度开發带来的生态破坏与过早的开发造成的污染积累，以及来自河流、海洋等方面迁移性污染的汇聚，三角洲也当属世界上生态最为脆弱，生态危机甚为深重的地区之一。

## 著名三角洲列表

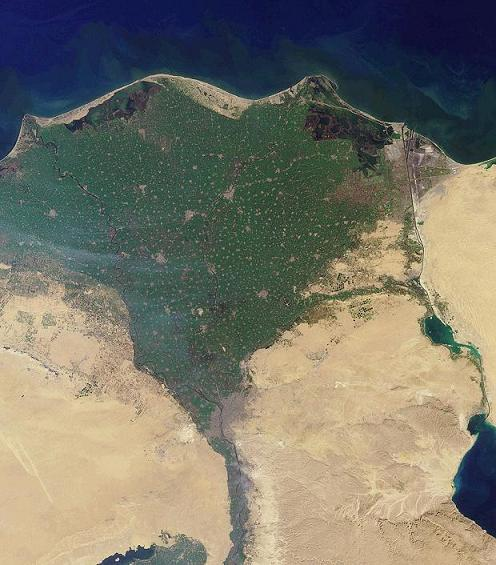
尼罗河三角洲

- 尼罗河三角洲
- 密西西比河三角洲
- 多瑙河三角洲
- 湄公河三角洲
- 恆河三角洲
- 紅河三角洲
- 印度河三角洲
- 尼日尔河三角洲
- 伏尔加河三角洲
- 长江三角洲
- 黄河三角洲
- 珠江三角洲
- 奥卡万戈三角洲
- 韓江三角洲